# Sympetaleia rupestris
Sympetaleia rupestris là một loài thực vật có hoa trong họ Loasaceae. Loài này được (Baill.) A. Gray ex S. Watson miêu tả khoa học đầu tiên năm 1889.